# Luisa Richter

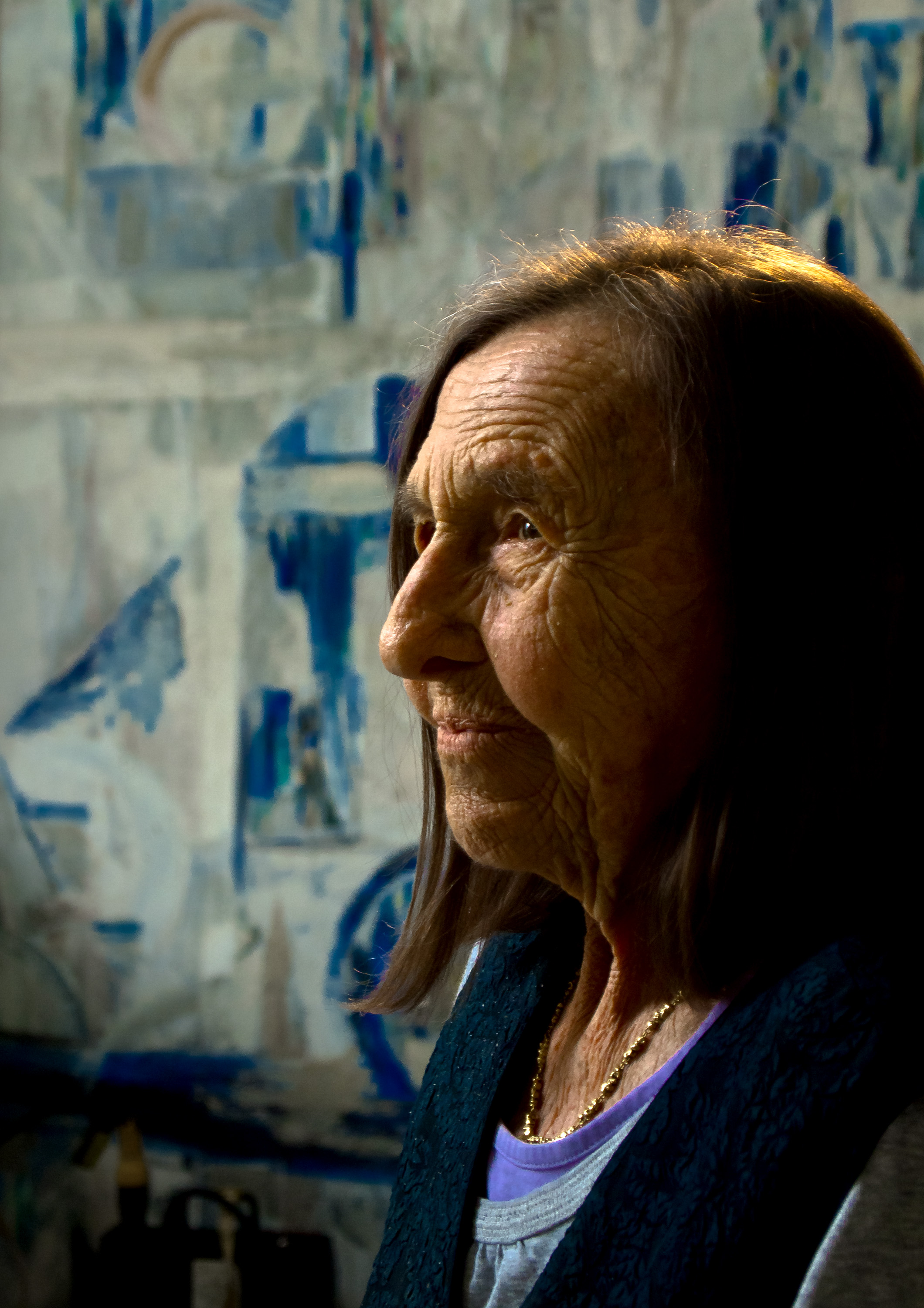
Luisa Richter, 2012

Luisa Richter (* 30. Juni 1928 in Besigheim; † 29. Oktober 2015 in Caracas) war eine deutsche Malerin. Sie lebte in Caracas, Venezuela.

## Leben
Als Luise Kaelble kam Luisa Richter als zweites Kind des Kreisbaumeisters Albert Kaelble und seiner Frau Gertrud geb. Unkel zur Welt. In Stuttgart besuchte sie die Merz-Schule; sie studierte zunächst an der Freien Kunstschule, dann an der Staatlichen Akademie der Bildenden Künste, wo sie Meisterschülerin bei Willi Baumeister wurde, der sie zum abstrakten Stil hinführte. Sie besuchte auch Philosophie-Vorlesungen bei Kurt Leonhard. Daraus entwickelte sich eine andauernde Freundschaft.
Nach ihrer Heirat mit dem Ingenieur Hans-Joachim Richter 1955 siedelte sie nach Venezuela über.
Am 29. Oktober 2015 starb sie 87-jährig in ihrer Wahlheimat Caracas.

## Wirken
1959 stellte Luisa Richter im Staatlichen Kunstmuseum Caracas erstmals allein aus. Von 1969 bis 1987 lehrte sie an der Fachhochschule für Gestaltung Fundación Instituto de Diseño Neumann in Caracas. Nachdem sie 1978 Venezuela auf der Biennale di Venezia repräsentierte, wurde auch in Europa ein größeres Publikum auf sie aufmerksam. Ihr Werk entstand sowohl in Europa als auch in Südamerika und spannt den Bogen zwischen den Kulturen.

## Einzelausstellungen
- 1959 Staatliches Kunstmuseum Caracas, Venezuela
- 1960 Galerie Buchholz, Bogotà, Kolumbien
- 1962 Galerie El Muro, Caracas
- 1964 Staatliches Kunstmuseum Caracas
- 1965 Staatliches Kunstmuseum Caracas
- 1967 Galerie XXII, Caracas
- 1968 Galerie XXII, Caracas
- 1969 Staatliches Kunstmuseum Caracas; 1969 Galerie Buchholz, Bogotà
- 1970 Galerie Mendoza, Caracas; Staatliches Kunstmuseum Caracas
- 1972 Galerie Mendoza, Caracas
- 1973 Galerie Monte Avila, Bogotà; Goethe-Institut, Caracas
- 1974 Staatliches Kunstmuseum Caracas; Galerie Angel Boscán, Caracas; Galerie Arte Contacto, Caracas; Zentraluniversität von Venezuela, Caracas
- 1975 Galerie Mendoza, Caracas
- 1976 Staatliches Kunstmuseum Caracas
- 1977 Galerie Cruz del Sur, Caracas; Galerie Euro-Americana, Caracas
- 1978 Biennale Venedig, Pavillon von Venezuela; Galerie Durban, Madrid
- 1979 Galerie Loehr, Frankfurt/Main; Galerie Lutz, Stuttgart; Galerie El Callejón, Bogotà
- 1980 Rathaus Stuttgart; Galerie Serra, Caracas
- 1981 Museum für zeitgenössische Kunst, Caracas; Galerie Ruchti, Köln; Galerie Rolando Oliver Rugeles, Mérida, Venezuela
- 1982 Galerie Durban, Caracas; Galerie Viva México, Caracas
- 1983 Galerie Siete-Siete, Caracas
- 1984 Galerie Felix, Caracas
- 1985 Venezolanisch-Kolumbianisches Kulturzentrum, Bogotà; Museum für Zeitgenössische Kunst, Montevideo, Uruguay; Galerie Espacios Cálidos, Caracas
- 1986 Centro de Arte Euroamericano, Caracas; Kunstzentrum San Martin, Buenos Aires, Argentinien
- 1987 Galerie Arte Hoy, Caracas
- 1988 Galerie Durban, Caracas
- 1989 Galerie Peter Fischinger, Stuttgart; Galerie Gala, Valencia, Venezuela
- 1990 Galerie Astrid Paredes, Caracas
- 1991 Galerie Durban, Caracas
- 1992 Galerie Peter Fischinger, Stuttgart
- 1992 Asociación Humboldt, Goethe-Institut Caracas
- 1993 Galerie Félix, Caracas; Galerie Durban, Caracas; Asociaciòn Humboldt, Goetheinstitut Caracas
- 1994 TAGA, Caracas; Universität Mérida, Venezuela; Galerie Mendoza, Caracas; Galerie Plaza de la Marina, Madrid, Spanien
- 1995 Galerie Harthan, Stuttgart; Sala Cultural de Colombia, Caracas
- 1996 Kunstverein Springhornhof, Neuenkirchen, Deutschland
- 1997 Fundación Museo de Bellas Artes, Caracas; Galerie Barsikow, Berlin; Galerie der Stadt Sindelfingen, Deutschland; Bibliothek Universität Simón Bolivar, Caracas
- 1998 Ibero-Amerikanisches Institut Berlin; Altes Rathaus Potsdam; Deutsche Welle, Köln; Galerie Barsikow, Berlin
- 1999 Bibliothek Universität Simón Bolivar, Caracas; Galerie Medici, Caracas; Ibero-Amerikanisches Institut Berlin; Ibero-Amerikanisches Haus der Kultur, Köln
- 2000 Bibliothek Universität Simón Bolivar, Caracas; Galerie Braulio Salazar, Universität von Carabobo, Valencia, Venezuela; Galerie Barsikow, Berlin
- 2001 Galerie Medicci, Caracas; Museum für Grafik und Design Cruz-Diez, Caracas
- 2006 Städtische Galerie Bietigheim-Bissingen
- 2008 Rathaus Besigheim
- 2014 Kunstmuseum Stuttgart

## Auszeichnungen
- 1952 Württembergischer Kunstpreis der Jugend
- 1959 Premio José Loreto Arismendi, Caracas
- 1960 Kunstpreis für Zeichnung und Grafik der Zentraluniversität Simón Bolivar, Caracas
- 1963 Premio Emil Friedmann, Caracas
- 1966 Kunstpreis für Zeichnung und Grafik der Zentraluniversität Simón Bolivar, Caracas
- 1967 Nationalpreis für Zeichnung und Grafik, Museo de Bellas Artes, Caracas
- 1982 Nationalpreis der Bildenden Künste, Caracas
- 1993 Premio Andrés Bello, Bogotà, Kolumbien
- 2000 Premio Mondalidad Experimental, II Grafikbiennale Museum Cruz-Diez, Caracas
- 2001 Verdienstkreuz am Bande der Bundesrepublik Deutschland
- 2010 Ehrendoktorwürde der Zentraluniversität Simón Bolivar Caracas

## Schriften
- Tagebuchblätter – Lebensrückblick, in Zeitschrift für Kulturaustausch (38. Jg., 1. Viertelj./1988) Hrsg. Institut für Auslandsbeziehungen, Stuttgart, S. 75–79.
- Malerei, Collage, Gouache, Pastell, Ausstellungskatalog Kunstverein Springhornhof, Neuenkirchen 1996. Mit Texten von Ruth Falazik, Kurt Leonhard und Henning Schroeder-Albers.
- Annäherungen und Abgrenzungen, Texte, darunter über Luisa Richter, 1996 hrsg. von Asociaciòn Humboldt Caracas, Verfasser Henning Schroedter-Albers
- Bilder 1959-97, Ausstellungskatalog Galerie der Stadt Sindelfingen, 1997. Mit Texten von Hilmar Hoffmann, Otto Pannewitz und Kurt Leonhard.
- "Verbindung von hier und dort im Jetzt", in: Zeitschrift für Kulturaustausch (49. Jg., 2/99), Hrsg. Institut für Auslandsbeziehungen Stuttgart, S. 94–98.
- Ausstellungskatalog Galeria Medicci 2009 online: http://medicci.com/pdf/catalogos/luisarichter-memorias.pdf